# DEFA-Stiftung
Die DEFA-Stiftung ist eine rechtsfähige, gemeinnützige Stiftung bürgerlichen Rechts. Seit Dezember 2017 hat die Stiftung ihren Sitz im Verlagsgebäude Neues Deutschland am Berliner Franz-Mehring-Platz.
Die Stiftung wurde am 15. Dezember 1998 von der deutschen Bundesregierung errichtet. Als Stiftungsvermögen wurde ihr der Filmbestand der Deutschen Film AG (DEFA), dem volkseigenen Filmunternehmen der DDR übertragen. Zweck der Stiftung ist die Erhaltung des Filmerbes der DEFA sowie die Nutzbarmachung der Produktionen für die Öffentlichkeit als Teil des nationalen Kulturerbes. Die Stiftung digitalisiert kontinuierlich den DEFA-Filmbestand, damit die Filme weiterhin im Fernsehen und im Kino gezeigt sowie auf DVD veröffentlicht werden können. Zudem fördert die Stiftung die deutsche Filmkunst und Filmkultur durch die Vergabe von Preisen. Einmal jährlich findet seit 2001 die Preisverleihung der Stiftung in Berlin statt, auf der Personen und Institutionen für ihre filmischen Verdienste geehrt werden. Im Rahmen der Internationalen Filmfestspiele Berlin lobt die Stiftung seit 2013 den Heiner-Carow-Preis aus.
Vorstand ist seit Juli 2020 die Medienwissenschaftlerin Stefanie Eckert. Sie übernahm das Amt von Ralf Schenk. Den Vorsitz im Stiftungsrat übt seit 2019 die Filmemacherin Katrin Schlösser aus. Zuvor war Regisseur Andreas Dresen Stiftungsratsvorsitzender.

## Organisation
Die satzungsmäßigen Organe sind der Stiftungsrat und der Vorstand.
Der Stiftungsrat besteht aus neun Mitgliedern. Die Berufung erfolgt für einen Zeitraum von drei Jahren. Die Mitglieder kommen aus dem Ressort der Beauftragten der Bundesregierung für Kultur und Medien, dem Bundesarchiv, der Friedrich-Wilhelm-Murnau-Stiftung und den Bundesländern Berlin/Brandenburg und Sachsen. Außerdem benennen die Länder Berlin, Brandenburg und Sachsen eine Persönlichkeit aus dem Bereich der Kunst und Kultur. Seit dem Jahr 2019 ist die Filmemacherin Katrin Schlösser Vorsitzende des Stiftungsrats.
Der Vorstand leitet die Stiftung nach Maßgabe der Satzung in eigener Verantwortung. Seit 2020 bekleidet Stefanie Eckert das Amt. Zuvor waren Wolfgang Klaue (1998–2003), Helmut Morsbach (2003–2012) und Ralf Schenk (2012–2020) Vorstand.

## Stiftungsvermögen
Das Stiftungsvermögen besteht aus den unveräußerlichen Leistungsschutz- und Nutzungsrechten am Filmbestand der DEFA und dem Verkaufserlös einer Berliner Immobilie. Die Stiftung verfügt zurzeit über ein Stiftungskapital in Höhe von etwa acht Millionen Euro. Zur Erfüllung des Stiftungszwecks werden nur die Erträge des Stiftungsvermögens und die Einnahmen aus der Auswertung des Rechtebestandes verwendet.
Um das Stiftungskapital in seinem Bestand zu erhalten, bildet die Stiftung satzungsgemäß Rücklagen. Zur Sicherung und Erfüllung des Stiftungszwecks sollen die Rücklagen langfristig erhalten bleiben.

## Filmbestand
Der Filmbestand umfasst die gesamte Kinoproduktion der DDR-Filmstudios aus fast fünf Jahrzehnten. Dazu gehören rund 700 Spielfilme und 450 Kurzspielfilme, 950 Animationsfilme, 2.000 Dokumentarfilme und 2.500 Periodika (Wochenschauen etc.), 6.700 deutschsprachige Synchronisationen ausländischer Filme, nicht veröffentlichte und Restmaterialien aus der DEFA-Produktion, Fotos, Plakate, Drehbücher und ihre literarischen Vorstufen, Werbematerialien, Partituren und Zulassungsunterlagen. Mit den rund 13.300 Filmen versteht sich die DEFA-Stiftung als eine Institution, die kulturelles Wissen vermitteln möchte. Ihre Filme bilden einen Beitrag zur Auseinandersetzung mit gesellschaftlich relevanten Themen und zur Lebens- und Werteorientierung. Alle Filme sind mit den relevanten filmografischen Angaben in einer Datenbank auf der Website der Stiftung verzeichnet.
Seit Mai 2004 ist die Stiftung Eigentümer des privaten Zeitzeugen-Archivs von Thomas Grimm. Unter dem Motto „Erinnerungen als Verantwortung“ zeichnete Thomas Grimm 2.500 Stunden Gespräche mit Zeitzeugen des 20. Jahrhunderts auf. Auf 3.500 sendefähigen Kassetten geben etwa 1.400 Personen zeithistorische Einblicke zur neueren deutschen Geschichte. Es kommen Persönlichkeiten aus Politik, Wissenschaft und Kultur zu Wort, aber auch Zeitzeugen der Alltagskultur.
Das Cintec-Archiv der ehemaligen Cintec Film- und Fernsehproduktionsgesellschaft GmbH wurde im Juli 2005 übernommen und dokumentiert auf mehr als 5.000 Kassetten mit rund 2.200 Stunden Filmmaterial das Ende der DDR und das Zusammenwachsen der beiden deutschen Staaten von 1985 bis 2004. 2010 erwarb die DEFA-Stiftung Bill Meyers Nachlass, dessen ungeschnittenes Material gesichert und in den Rechtebestand der DEFA-Stiftung übernommen wurde. Anfang 2010 wurde das Archiv der TI:ME:CO:DE Berlin zur Sendung „Blickpunkt – Berichte aus den neuen Bundesländern“ von der DEFA-Stiftung erworben.

## Digitalisierung
Um den langfristigen Erhalt des DEFA-Filmerbes zu gewährleisten, befasst sich die Stiftung mit der hochauflösenden Digitalisierung ihres Filmbestandes. Die digitalen Restaurierungen sind notwendig, da das ursprüngliche Filmmaterial einem natürlichen Alterungsprozess unterliegt und die Filmkopien kaum noch abgespielt werden können.
Seit dem Jahr 2012 hat die DEFA-Stiftung mehr als 600 DEFA-Produktionen digital restauriert. Dazu zählen neben Spielfilmen von Konrad Wolf, Frank Beyer, Heiner Carow und Herrmann Zschoche sowie Dokumentarfilmen von Volker Koepp, Helke Misselwitz, Petra Tschörtner und Jürgen Böttcher auch viele Animationsfilme aus dem DEFA-Studio für Trickfilme. Sämtliche Filme liegen nun als Digital Cinema Package vor.  Am 16. Oktober 2014 gab die Stiftung in einer Pressemitteilung bekannt, dass sie dem Verleih der Deutschen Kinemathek die ersten 100 digitalisierten, hochauflösenden Filmkopien übergeben konnte. Die Stiftung sieht sich damit als „der erste Repertoirefilmanbieter weltweit, der den Kinos DCPs von seinen Filmen in diesem Umfang anbieten kann“. 2019 verkündete die Stiftung, dass mit dem Spielfilm Sehnsucht von Jürgen Brauer das 500. Digitalisierungsprojekt abgeschlossen werden konnte.
Unterstützt wird die Stiftung bei ihren Digitalisierungsvorhaben durch Fördermittel der Beauftragten der Bundesregierung für Kultur und Medien, der Filmförderungsanstalt, des Ministeriums für Bildung, Wissenschaft und Kultur Mecklenburg-Vorpommern, des Ministeriums für Wirtschaft und Europaangelegenheiten Brandenburg, der Thüringer Staatskanzlei, des Hauptstadtkulturfonds Berlin, der Stiftung Flucht, Vertreibung, Versöhnung und durch private Spenden.
Seit Ende 2023 ist es möglich, ausgewählte DEFA-Filme über „DEFA-TV“ zu streamen. Dieser Service wird vom Verwerter DEFA Distribution betrieben und ist auf den Plattformen Rakuten TV, Freevee und Samsung TV Plus verfügbar.

## Förderung
Die Stiftung vergab bis 2013 Fördermittel an Privatpersonen, Körperschaften des öffentlichen Rechts und gemeinnützige Institutionen. Gefördert wurden die wissenschaftliche und publizistische Erschließung und Auswertung des DEFA-Filmbestands, Ausstellungen, Symposien sowie kinemathekarische und museale Projekte. Weiterhin wurden Stipendien vergeben, die der Entwicklung deutscher Filmkultur und der Vorbereitung filmkünstlerischer Arbeiten dienten. Zur Erforschung der verschiedensten Bereiche der deutschen Filmgeschichte wurde 2013 das Rolf-Richter-Stipendium ins Leben gerufen. Die Namensgebung erfolgte zu Ehren des Filmwissenschaftlers und Künstlers Rolf Richter (1932–1992). Zur Entscheidung über Anträge auf Förderung wurde ein Ausschuss aus Mitgliedern des Stiftungsrats gebildet. Am 13. November 2013 beschloss der Stiftungsrat die Förderungen und Stipendien auf unbestimmte Zeit auszusetzen. Grund für diesen Entschluss sind die geringen und unregelmäßigen Zahlungen durch die Verwertungsgesellschaften, die aus einer Gesetzesänderung im Urheberrecht aus dem Jahr 2008 resultieren. Seitdem beschränken sich die Fördermöglichkeiten der Stiftung auf die Verleihung von Preisen.
Seit ihrem Bestehen hat die DEFA-Stiftung nach eigenen Angaben rund neun Millionen Euro für die Förderung von Filmkunst und Filmkultur zur Verfügung gestellt.

## Preise

### Preisverleihung der Stiftung
Zur Förderung der deutschen Filmkunst und Filmkultur lobt die Stiftung seit 2001 jährlich mehrere Preise auf einer eigenen Verleihung aus. Zurzeit werden Auszeichnungen in den folgenden Kategorien verliehen: Preis für das filmkünstlerische Lebenswerk (10.000 Euro), Preis für herausragende Leistungen im deutschen Film (10.000 Euro), Förderpreis für junges Kino (5.000 Euro) und drei Programmpreise (je 5.000 Euro). Zur Entscheidung über die Vergabe der Preise wird eine Jury aus Mitgliedern des Stiftungsrats gebildet.
| Preis                                                | Preisträger                               |
| ---------------------------------------------------- | ----------------------------------------- |
| Preis für das filmkünstlerische Lebenswerk           | Christa Kożik                             |
| Preis für herausragende Leistungen im deutschen Film | Katharina Thalbach                        |
| Förderpreis für junges Kino                          | Max Gleschinski                           |
| Programmpreise                                       | Jan Gympel, Cinema Barby, Filmgalerie 451 |

| Preis                                                | Preisträger                                                                                 |
| ---------------------------------------------------- | ------------------------------------------------------------------------------------------- |
| Preis für das filmkünstlerische Lebenswerk           | Hermann Beyer                                                                               |
| Preis für herausragende Leistungen im deutschen Film | Alice Agneskirchner                                                                         |
| Förderpreis für junges Kino                          | Annika Pinske                                                                               |
| Programmpreise                                       | Klaus-Dieter Felsmann, Trickfilmschule Fantasia Dresden, Kino- und Kulturverein Bad Doberan |

| Preis                                                | Preisträger                                                                              |
| ---------------------------------------------------- | ---------------------------------------------------------------------------------------- |
| Preis für das filmkünstlerische Lebenswerk           | Jutta Wachowiak                                                                          |
| Preis für herausragende Leistungen im deutschen Film | Thomas Wendrich                                                                          |
| Förderpreis für junges Kino                          | Henrika Kull                                                                             |
| Programmpreise                                       | Internationales Frauenfilmfestival Dortmund/Köln, CineMova e. V., Filmklub Güstrow e. V. |

| Preis                                                | Preisträger                                            |
| ---------------------------------------------------- | ------------------------------------------------------ |
| Preis für das filmkünstlerische Lebenswerk           | Rainer Simon                                           |
| Preis für herausragende Leistungen im deutschen Film | Christiane Dorst                                       |
| Förderpreis für junges Kino                          | Chemnitzer Filmwerkstatt                               |
| Programmpreise                                       | Günter Jordan, Filmmuseum Potsdam und Filmfest Dresden |

| Aufgrund der Covid19-Pandemie fand keine reguläre Preisverleihung statt. Anstelle wurden insgesamt fünf Programmpreise über je 5.000 Euro an Kinos und Filmverleihe ausgelobt. Welt-Theater in Frankenberg (Sachsen) Puschkino in Halle an der Saale Ritterhuder Lichtspiele eksystent Filmverleih Drop-Out Cinema |

| Preis                                                | Preisträger                                        |
| ---------------------------------------------------- | -------------------------------------------------- |
| Preis für das filmkünstlerische Lebenswerk           | Gojko Mitić                                        |
| Preis für herausragende Leistungen im deutschen Film | Marion Rasche                                      |
| Förderpreis für junges Kino                          | Elwira Niewiera und Piotr Rosołowski               |
| Programmpreise                                       | Molto Menz, Paul Werner Wagner und Knut Elstermann |

| Preis                                                | Preisträger |
| ---------------------------------------------------- | --- |
| Preis für das filmkünstlerische Lebenswerk           | Helga Schütz |
| Preis für herausragende Leistungen im deutschen Film | Tamara Trampe |
| Förderpreis für junges Kino                          | Jan Zabeil |
| Programmpreise                                       | Museumskino "Ernemann VII B" in den Technischen Sammlungen Dresden Burg Theater Freunde der Freilichtbühne Weißensee e.V |

| Preis                                                | Preisträger                                                                                            |
| ---------------------------------------------------- | --- |
| Preis für das filmkünstlerische Lebenswerk           | Roland Dressel                                                                                         |
| Preis für herausragende Leistungen im deutschen Film | Sylvester Groth                                                                                        |
| Förderpreis für junges Kino                          | Anne Zohra Berrached                                                                                   |
| Programmpreise                                       | Lichtspieltheater Wundervoll Rostock Förderverein Kino Völkerfreundschaft Merseburg e. V. Keiko Yamane |

| Preis                                                | Preisträger                                                                                       |
| ---------------------------------------------------- | ------------------------------------------------------------------------------------------------- |
| Preis für das filmkünstlerische Lebenswerk           | Herrmann Zschoche                                                                                 |
| Preis für herausragende Leistungen im deutschen Film | Erika Gregor und Ulrich Gregor                                                                    |
| Förderpreis für junges Kino                          | Thomas Stuber                                                                                     |
| Programmpreise                                       | Kinderfilmfest in Brandenburg & Filmernst Homunkulus Figurensammlung (Hiddensee) Horst Peter Koll |

| Preis                                                | Preisträger                                                                                 |
| ---------------------------------------------------- | ------------------------------------------------------------------------------------------- |
| Preis für das filmkünstlerische Lebenswerk           | Christian Lehmann                                                                           |
| Preis für herausragende Leistungen im deutschen Film | Komplizen Film (Maren Ade, Jonas Dornbach und Janine Jackowski)                             |
| Förderpreis für junges Kino                          | Susann Maria Hempel                                                                         |
| Programmpreise                                       | Basiskulturfabrik Neustrelitz Bundesplatzkino Berlin Internationales Filmfestival Schlingel |

| Preis                                                | Preisträger                                                   |
| ---------------------------------------------------- | ------------------------------------------------------------- |
| Preis für das filmkünstlerische Lebenswerk           | Doris Borkmann                                                |
| Preis für herausragende Leistungen im deutschen Film | Romuald Karmakar                                              |
| Förderpreis für junges Kino                          | Johannes Naber                                                |
| Programmpreise                                       | achtung Berlin Industrie- und Filmmuseum Wolfen Monami Weimar |

| Preis                                                | Preisträger                                                    |
| ---------------------------------------------------- | -------------------------------------------------------------- |
| Preis für das filmkünstlerische Lebenswerk           | Günter Reisch                                                  |
| Preis für herausragende Leistungen im deutschen Film | Monika Schindler                                               |
| Förderpreis für junges Kino                          | David Sieveking                                                |
| Programmpreise                                       | Kino im KAFFE Programmkino Ost Real Fiction – Verleih aus Köln |

| Preis                                              | Preisträger                                                                                           |
| -------------------------------------------------- | --- |
| Preis für die Verdienste um den deutschen Film     | Roland Gräf                                                                                           |
| Preis zur Förderung der deutschen Filmkunst        | Nina Hoss                                                                                             |
| Preis zur Förderung des künstlerischen Nachwuchses | Hanna Doose                                                                                           |
| Programmpreise                                     | Erika Richter Bernd Steinkopf, Mobiles Kino, Wallwitz Kunstbauerkino e. V. für das Neiße Filmfestival |

| Preis                                              | Preisträger                                                               |
| -------------------------------------------------- | ------------------------------------------------------------------------- |
| Preis für die Verdienste um den deutschen Film     | Rolf Losansky                                                             |
| Preis zur Förderung der deutschen Filmkunst        | Judith Kaufmann                                                           |
| Preis zur Förderung des künstlerischen Nachwuchses | Britta Wauer                                                              |
| Programmpreise                                     | Kino Toni & Tonino Bundesverband kommunale Filmarbeit e. V. Heinz Kersten |

| Preis                                              | Preisträger                                                           |
| -------------------------------------------------- | --------------------------------------------------------------------- |
| Preis für die Verdienste um den deutschen Film     | Kurt Maetzig                                                          |
| Preis zur Förderung der deutschen Filmkunst        | Florian Koerner von Gustorf und Michael Weber von SCHRAMM FILM        |
| Preis zur Förderung des künstlerischen Nachwuchses | Feo Aladag                                                            |
| Programmpreise                                     | Zeughauskino Berlin Kinderkino München e. V. Filmclub 813 e. V., Köln |

| Preis                                              | Preisträger                                                                   |
| -------------------------------------------------- | ----------------------------------------------------------------------------- |
| Preis für die Verdienste um den deutschen Film     | Wolfgang Klaue                                                                |
| Preis zur Förderung der deutschen Filmkunst        | Gerd Kroske, Helke Misselwitz und Andreas Voigt                               |
| Preis zur Förderung des künstlerischen Nachwuchses | Revolver – Zeitschrift für Film                                               |
| Programmpreise                                     | Bundesarchiv-Filmarchiv Filmverband Brandenburg e. V. Kino Brotfabrik, Berlin |

| Preis                                              | Preisträger                                                   |
| -------------------------------------------------- | ------------------------------------------------------------- |
| Preis für die Verdienste um den deutschen Film     | Angelica Domröse und Rolf Hoppe                               |
| Preis zur Förderung der deutschen Filmkunst        | Thomas Plenert                                                |
| Preis zur Förderung des künstlerischen Nachwuchses | Anna Ditges                                                   |
| Programmpreise                                     | Kino Krokodil, Berlin Kino „8 ½“, Saarbrücken Stadtkino Basel |

| Preis                                              | Preisträger                                                                                            |
| -------------------------------------------------- | --- |
| Preis für die Verdienste um den deutschen Film     | Barbara und Winfried Junge, Hans-Eberhard Leupold                                                      |
| Preis zur Förderung der deutschen Filmkunst        | Hans-Christian Schmid                                                                                  |
| Preis zur Förderung des künstlerischen Nachwuchses | Cho Sung-hyung                                                                                         |
| Programmpreise                                     | Leokino in Innsbruck Deutsches Institut für Animationsfilm ö Filmproduktion – Löprich & Schlösser GmbH |

| Preis                                              | Preisträger                                                      |
| -------------------------------------------------- | ---------------------------------------------------------------- |
| Preis für die Verdienste um den deutschen Film     | Wolfgang Kohlhaase                                               |
| Preis zur Förderung der deutschen Filmkunst        | Andres Veiel                                                     |
| Preis zur Förderung des künstlerischen Nachwuchses | Benjamin Heisenberg                                              |
| Programmpreise                                     | Filmkunstfest Schwerin Filmclub Bozen Kinoklub am Hirschlachufer |

| Preis                                              | Preisträger                                        |
| -------------------------------------------------- | -------------------------------------------------- |
| Preis für die Verdienste um den deutschen Film     | Jutta Hoffmann und Armin Mueller-Stahl             |
| Preis zur Förderung der deutschen Filmkunst        | Lutz Dammbeck                                      |
| Preis zur Förderung des künstlerischen Nachwuchses | Franziska Meletzky                                 |
| Programmpreise                                     | Landkino Arnsdorf Lux Kino Halle DEFA Film Library |

| Preis                                              | Preisträger                                                                 |
| -------------------------------------------------- | --------------------------------------------------------------------------- |
| Preis für die Verdienste um den deutschen Film     | Kurt Weiler                                                                 |
| Preis zur Förderung der deutschen Filmkunst        | Christian Petzold                                                           |
| Preis zur Förderung des künstlerischen Nachwuchses | Hans Weingartner                                                            |
| Programmpreise                                     | Spatzenkino Berlin Metropolis Dresden Internationales Filmfest Braunschweig |

| Preis                                              | Preisträger                                                    |
| -------------------------------------------------- | -------------------------------------------------------------- |
| Preis für die Verdienste um den deutschen Film     | Jürgen Böttcher                                                |
| Preis zur Förderung der deutschen Filmkunst        | Volker Koepp                                                   |
| Preis zur Förderung des künstlerischen Nachwuchses | Sebastian Winkels                                              |
| Programmpreise                                     | Filmmuseum Potsdam Kino im Schillerhof, Jena Filmhaus Nürnberg |

| Preis                                              | Preisträger                                                              |
| -------------------------------------------------- | ------------------------------------------------------------------------ |
| Preis für die Verdienste um den deutschen Film     | Egon Günther                                                             |
| Preis zur Förderung der deutschen Filmkunst        | Thomas Heise                                                             |
| Preis zur Förderung des künstlerischen Nachwuchses | Fatih Akin                                                               |
| Programmpreise                                     | ACUD Kino Berlin Werkstattkino München Wilhelm-Fraenger-Institut, Berlin |

| Preis                                              | Preisträger                                                                                 |
| -------------------------------------------------- | ------------------------------------------------------------------------------------------- |
| Preis zur Förderung der deutschen Filmkunst        | Andreas Dresen                                                                              |
| Preis zur Förderung des künstlerischen Nachwuchses | Susanne Schüle und Stanisław Mucha                                                          |
| Programmpreise                                     | Thüringer Filmbüro, Kromsdorf Filmbetriebe Adrian Kutter, Biberach Filmarchiv Austria, Wien |

### Heiner-Carow-Preis
Seit 2013 verleiht die Stiftung auf den Internationalen Filmfestspielen Berlin den Heiner-Carow-Preis an einen deutschen Spiel-, Dokumentar- oder Essayfilm. Bis 2019 wurde der Preis in der Sektion Panorama verliehen, zur 70. Berlinale 2020 wechselte die Auszeichnung in die Sektion Perspektive Deutsches Kino. Der mit 5.000 Euro dotierte Preis ist dem DEFA-Regisseur Heiner Carow gewidmet. Bisherige Preisträger sind Angela Christlieb (2013), Johann Feindt und Tamara Trampe (2014), Jörg A. Hoppe, Klaus Maeck und Heiko Lange (2015), Doris Dörrie (2016), Annekatrin Hendel (2017 und 2019), Wolfgang Fischer (2018), Natalija Yefimkina (2020), Rafael Starmann (2022), Fabian Stumm (2023), Eva Trobisch (2024) und Philipp Döring (2025).

### Förderpreise
Auf Filmfestivals vergibt die Stiftung Förderpreise in Höhe von 3.000 bis 4.000 Euro. Zurzeit erfolgt eine regelmäßige Verleihung auf dem Filmkunstfest Mecklenburg-Vorpommern in Schwerin, dem Internationalen Leipziger Festival für Dokumentar- und Animationsfilm und dem Filmfest Dresden. In der Vergangenheit lobte die Stiftung Preise auf dem Filmfestival Max Ophüls Preis in Saarbrücken, auf dem Filmfestival Cottbus und beim Internationalen Filmfestival Schlingel in Chemnitz aus.
| Jahr | Preisträger                                                                           |
| ---- | ------------------------------------------------------------------------------------- |
| 2025 | Shadab Shayegan für Pear Garden                                                       |
| 2024 | John Frickey, Thies Mynther & Sandra Trostel für Zoopticon                            |
| 2023 | Fernanda Caicedo für Testigo del Viento (Wind Whisperer)                              |
| 2022 | Bea Höller für Klimax                                                                 |
| 2021 | Max Hattler für Serial Parallels                                                      |
| 2020 | Aleksandar Radan für Steckbrief Natur – Folge 1: Der Waldkautz                        |
| 2019 | Nikita Diakur für Fest                                                                |
| 2018 | Jonas Riemer für Mascarpone                                                           |
| 2017 | Rebecca Blöcher für zu zahm!                                                          |
| 2016 | Evgenia Gostrer für Frankfurter Str. 99a                                              |
| 2015 | Laura Lehmus für AlieNation                                                           |
| 2014 | Sonja Rohleder für Dame mit Hund                                                      |
| 2013 | Robert Löbel für Wind                                                                 |
| 2012 | Daniella Koffler, Evgenia Golubeva, Uli Seis und Bianca Ansems für My Home            |
| 2011 | David Buob, Krunos Jovic und Milan Milosavlevic für In Search of Mephistofeles        |
| 2010 | Michael Schwertel und zehn weitere Künstler für Watching the Ball                     |
| 2009 | Martin Thoburn und Matti Adoma für The Film Cave                                      |
| 2008 | Dobromir Dimitrov, Mirela Barna und Martin Wallner für Of Raps an Bars                |
| 2007 | Robert Seidel und Max Hattler für Bipolar                                             |
| 2006 | Ebele Okoye, Elisabeth Salmin und Agnieszka Kruzcek für Feet Voters                   |
| 2005 | Izabela Plucinska, Spela Cadez und Nico Grein für Marathon                            |
| 2004 | Anna Blaszcyk, Babar Naem Shaikh, Vuk Jevremovic und David Buob für The Colour of Red |

| Jahr | Preisträger                                                                                  |
| ---- | -------------------------------------------------------------------------------------------- |
| 2025 | Benjamin Kramme für Ich sterbe. Kommst du?                                                   |
| 2024 | Soleen Yusef für Sieger sein                                                                 |
| 2023 | Clara Stern für Breaking the Ice                                                             |
| 2022 | Sophie Linnenbaum für The Ordinaries                                                         |
| 2021 | Beniamino Brogi, Sandro di Stefano und Ralf Noack für Primavera Duemilaventi - Frühling 2020 |
| 2020 | nicht verliehen                                                                              |
| 2019 | Nora Fingscheidt für Systemsprenger                                                          |
| 2018 | Julian Pörksen für Whatever Happens Next                                                     |
| 2017 | Mia Spengler für Back for Good                                                               |
| 2016 | Anne Zohra Berrached für 24 Wochen                                                           |
| 2015 | Andreas Pieper für Nachspielzeit                                                             |
| 2014 | Anna Hoffmann für Poka – heißt Tschüss auf Russisch                                          |
| 2013 | Aron Lehmann für Kohlhaas oder die Verhältnismäßigkeit der Mittel                            |
| 2012 | Marten Persiel für This Ain’t California                                                     |
| 2011 | Andreas Kannengießer für Vergiss dein Ende                                                   |
| 2010 | Dietrich Brüggemann für Renn, wenn du kannst                                                 |
| 2009 | Almut Getto für Ganz nah bei Dir                                                             |
| 2008 | Brigitte Maria Bertele für Nacht vor Augen                                                   |
| 2007 | Ann-Kristin Reyels für Jagdhunde                                                             |
| 2006 | Henner Winckler für Lucy                                                                     |
| 2005 | Robert Thalheim für Netto                                                                    |
| 2004 | Till Endemann für Mondlandung                                                                |

| Jahr | Preisträger                                          |
| ---- | ---------------------------------------------------- |
| 2024 | Jennifer Mallmann für Moria Six                      |
| 2023 | Julia Charakter für Die Kinder aus Korntal           |
| 2022 | Maksym Melnyk für Drei Frauen                        |
| 2021 | Ole Jacobs und Arne Büttner für Nasim                |
| 2020 | Daniel Kötter für Rift Finfinnee                     |
| 2019 | Itay Marom für Resonance                             |
| 2018 | Florian Baron für Stress                             |
| 2017 | Charly Hübner und Sebastian Schultz für Wildes Herz  |
| 2016 | Jakob Schmidt für Zwischen den Stühlen               |
| 2015 | Matthias Koßmehl für Café Waldluft                   |
| 2014 | Thomas Heise für Städtebewohner                      |
| 2013 | Yael Reuveny für Schnee von gestern                  |
| 2012 | Mario Schneider für MansFeld                         |
| 2011 | Martin Gerner für Generation Kunduz                  |
| 2010 | Maria Speth für 9 Leben                              |
| 2009 | Vadim Jendreyko für Die Frau mit den 5 Elefanten     |
| 2008 | Marcus Vetter und Leon Geller für Das Herz von Jenin |
| 2007 | Mario Schneider für Heinz und Fred                   |
| 2006 | Olaf Winkler für Eggesin möglicherweise              |
| 2005 | Babette Ellen Kottkamp für Ende einer Reise          |

| Jahr | Preisträger                                                        |
| ---- | ------------------------------------------------------------------ |
| 2022 | Florence Miailhe für Die Odyssee                                   |
| 2021 | Karin Heberlein für Sami, Joe und ich                              |
| 2020 | Teresa Hoerl für Nothing More Perfect                              |
| 2019 | Luzie Loose für Schwimmen                                          |
| 2018 | Likarion Wainaina für Supa Modo                                    |
| 2017 | Helene Hegemann für Axolotl Overkill                               |
| 2016 | Martin Zandvliet für Unter dem Sand – Das Versprechen der Freiheit |
| 2015 | Burhan Qurbani für Wir sind jung. Wir sind stark.                  |
| 2014 | Frederik Steiner für Und morgen Mittag bin ich tot                 |
| 2013 | Pola Beck für Am Himmel der Tag                                    |
| 2012 | Kirsi Marie Liimatainen für Festung                                |
| 2011 | Christian Werner für Monika                                        |
| 2010 | Andreas Arnstedt für Die Entbehrlichen                             |
| 2009 | Aelrun Goette für Keine Angst                                      |
| 2008 | Nicole Weegmann für Ihr könnt euch niemals sicher sein             |
| 2007 | Toke Constantin Hebbeln für Nimmermeer                             |
| 2006 | Matthias Luthardt für Pingpong                                     |
| 2005 | Hendrik Hölzemann für Kammerflimmern                               |
| 2004 | Kathrin Feistl für Bin ich sexy?                                   |

| Jahr | Preisträger                                                     |
| ---- | --------------------------------------------------------------- |
| 2015 | Andrea Roggon für Mülheim Texas – Helge Schneider hier und dort |
| 2014 | Noël Dernesch und Moritz Springer für Journey To Jah            |
| 2013 | Andy Wolff für Der Kapitän und sein Pirat                       |
| 2012 | Antje Huber für Das Ding am Deich                               |
| 2011 | Samira Radsi für Anduni – Fremde Heimat                         |
| 2010 | Jessica Hausner für Lourdes                                     |
| 2009 | Christoph Röhl für Ein Teil von mir                             |
| 2008 | Tamara Staudt für Nur ein Sommer                                |
| 2007 | Saara Waasner für Die Gedanken sind frei                        |
| 2006 | Susanne Jäger für Vater und Feind                               |
| 2005 | Katarina Peters für Am seidenen Faden                           |

| Jahr | Preisträger                                                        |
| ---- | ------------------------------------------------------------------ |
| 2011 | Marc Bauder für Das System – Alles verstehen heißt alles verzeihen |
| 2010 | Yael Reuveny für Erzählungen vom Verlorenen                        |
| 2009 | Bernhard Sallmann für Träume der Lausitz                           |
| 2008 | Christian Schwochow für Novemberkind                               |
| 2007 | Marc Meyer für Wir sagen Du! Schatz.                               |
| 2006 | Rita Lengyel für Berlin Budapest                                   |
| 2005 | Thomas Wendrich für Zur Zeit Verstorben                            |
| 2004 | Irma Stelmach für Jubilate                                         |

## Publikationen
Publizistische und wissenschaftliche Arbeiten zur weiteren Erforschung des DEFA-Filmerbes werden in der Schriftenreihe der DEFA-Stiftung veröffentlicht, die im Bertz + Fischer Verlag erscheint. Die Reihe umfasst derzeit mehr als 40 Buchbände (Stand: 2022), darunter:
- Ich war nie eine Hauptplanposition …! Der DEFA-Regisseur Rolf Losansky. Hrsg. Michael Grisko, Bertz + Fischer Verlag, Berlin 2025, ISBN 978-3-86505-422-7.
- Unmögliches machen wir sofort, Wunder dauern etwas länger. Filmgeschichten eines Produktionsleiters. Hrsg. Hans-Erich Busch, Bertz + Fischer Verlag, Berlin 2024, ISBN 978-3-86505-426-5.
- Sorbische Filmlandschaften. Serbske filmowe krajiny. Hrsg. Grit Lemke & Andy Raeder, Bertz + Fischer Verlag, Berlin 2024, ISBN 978-3-86505-424-1.
- … und wer wird die Welt verändern? Slatan Dudow. Annäherungen an einen politischen Regisseur. Hrsg. René Pikarski, Nicky Rittmeyer & Ralf Schenk, Bertz + Fischer Verlag, Berlin 2024, ISBN 978-3-86505-425-8.
- Von verschiedenen Standpunkten. Die Darstellung jüdischer Erfahrung im Film der DDR. Hrsg. Lisa Schoß, Bertz + Fischer Verlag, Berlin 2023, ISBN 978-3-86505-423-4.
- Publikumspiraten. Das Genrekino der DEFA und seine Regisseure (1946-90). Hrsg. Stefanie Mathilde Frank & Ralf Schenk, Bertz + Fischer Verlag, Berlin 2022, ISBN 978-3-86505-421-0.
- Von der Hand zur Puppe. Ein Leben für den Animationsfilm. Im Gespräch mit Günter Rätz. Hrsg. Volker Petzold, Bertz + Fischer Verlag, Berlin 2022, ISBN 978-3-86505-419-7.
- Im Maschinenraum der Filmkunst. Erinnerungen des DEFA-Chefdramaturgen Rudolf Jürschik. Hrsg. Detlef Kannapin, Bertz + Fischer Verlag, Berlin 2021, ISBN 978-3-86505-418-0.
- Inszenierte Realität. DEFA-Spielfilme als Quelle zeitgeschichtlicher Deutung. Hrsg. Klaus-Dieter Felsmann, Bertz + Fischer Verlag, Berlin 2020, ISBN 978-3-86505-417-3.
- Unter hohen Himmeln. Das Universum Volker Koepp. Hrsg. Grit Lemke, Bertz + Fischer Verlag, Berlin 2019, ISBN 978-3-86505-416-6.
- Sie. Regisseurinnen der DEFA und ihre Filme. Hrsg. Cornelia Klauß & Ralf Schenk, Bertz + Fischer Verlag, Berlin 2019, ISBN 978-3-86505-415-9.
- Start in Moskau. Regiestudenten der Moskauer Filmhochschule erinnern sich. Hrsg. Iris Gusner, Bertz + Fischer Verlag, Berlin 2018, ISBN 978-3-86505-414-2.
- Mehr Kunst als Werbung. Das DDR-Filmplakat 1945–1990. Hrsg. Detlef Helmbold, Bertz + Fischer Verlag, Berlin 2018, ISBN 978-3-86505-410-4.
- Ein Arbeitsleben für die DEFA. Der letzte Generaldirektor des Spielfilmstudios im Gespräch. Hrsg. Dorett Molitor & Gert Golde, Bertz + Fischer Verlag, Berlin 2018, ISBN 978-3-86505-413-5.
- Unbekannter Ivens. Triumph, Verdammnis, Auferstehung Joris Ivens bei der DEFA und in der DDR 1948–1989. Hrsg. Günter Jordan, Bertz + Fischer Verlag, Berlin 2018, ISBN 978-3-86505-407-4.
- Freundschaft - Przyjaźń? Kamerablicke auf den Nachbarn. Filmkulturelle Beziehungen der DDR mit der VR Polen 1945–1990. Hrsg. Thomas Heimann, Bertz + Fischer Verlag, Berlin 2017, ISBN 978-3-86505-412-8.
- Meine LAST PICTURE SHOW (Fotobildband). Hrsg. Roland Gräf, Bertz + Fischer Verlag, Berlin 2016, ISBN 978-3-86505-411-1.
- Die Zeit, die Welt und das Ich. Zum filmischen Werk von Rainer Simon. Hrsg. Michael Grisko, Bertz + Fischer Verlag, Berlin 2016, ISBN 978-3-86505-408-1.
- Tangenten. Holocaust und jüdisches Leben im Spiegel audiovisueller Medien der SBZ und der DDR 1946 bis 1990 – Eine Dokumentation. Hrsg. Elke Schieber, Bertz + Fischer Verlag, Berlin 2016, ISBN 978-3-86505-403-6.
- Der Bolschewist. Michael Tschesno-Hell und seine DEFA-Filme. Hrsg. Ralph Hammerthaler, Bertz + Fischer Verlag, Berlin 2016, ISBN 978-3-86505-409-8.
- Verbotene Utopie. Die SED, die DEFA und das 11. Plenum. Hrsg. Andreas Kötzing & Ralf Schenk, Bertz + Fischer Verlag, Berlin 2015, ISBN 978-3-86505-406-7.
- Bilder des Jahrhunderts. Staatliches Filmarchiv der DDR 1955–1990. Erinnerungen. Hrsg. Eva Hahm, Hans Karnstädt, Wolfgang Klaue, Günter Schulz, Bertz + Fischer Verlag, Berlin 2015, ISBN 978-3-86505-405-0.
- Spätvorstellung. Die chancenlose Generation der DEFA. Hrsg. Reinhild Steingröver, Bertz + Fischer Verlag, Berlin 2014, ISBN 978-3-86505-404-3.
- Klang der Zeiten: Musik im DEFA-Spielfilm. Eine Annäherung. Hrsg.: Klaus-Dieter Felsmann, Bertz + Fischer Verlag, Berlin 2013, ISBN 978-3-86505-402-9.
- Filmzeit – Lebenszeit. Entstehungs- und Rezeptionsgeschichte des DEFA-Films »Das Fahrrad«. Hrsg.: Evelyn Schmidt, Bertz + Fischer Verlag, Berlin 2013, ISBN 978-3-86505-401-2.

Die gedruckten Publikationen werden durch Internetangebote ergänzt. Neben einer Datenbank, in der alle zum Rechtebestand der DEFA-Stiftung gehörenden Filme erfasst sind, werden auf der Website weitere Datenbestände, zum Beispiel eine Chronik und Bibliografie zur DEFA, zur Verfügung gestellt. 
Mit dem Jahrbuch apropos: Film etablierte die Stiftung in den Jahren 2000 bis 2005 eine Reihe, die über die Aufarbeitung, Präsentation und Rezeption der ostdeutschen Kinematographie Auskunft gab und das aktuelle Filmgeschehen sowie die Arbeit der DEFA-Stiftung vorstellte. Mit dem Stiftungsjournal Leuchtkraft existiert seit 2018 wieder eine jährlich erscheinende Publikation, die Essays von Forschenden und Filmschaffenden zum DEFA-Filmerbe zusammenstellt. Das Journal ist über die Website der Stiftung abrufbar. 
In Zusammenarbeit mit dem Schwarzkopf & Schwarzkopf Verlag erschien Ende 2017 eine erweiterte Ausgabe von Das große Lexikon der DEFA-Spielfilme.

## Partnerorganisationen
Die Stiftung ist Mitglied im Bundesverband Deutscher Stiftungen und kooperiert mit unterschiedlichen Institutionen. Das Filmarchiv des Bundesarchivs verwahrt die filmischen Ausgangsmaterialien der DEFA-Produktionen. Die Deutsche Kinemathek vergibt Lizenzen für Kinovorführungen von DEFA-Filmen. 
Das Unternehmen Icestorm Entertainment war bis zur Insolvenz im Sommer 2022 exklusiver Verwerter des DEFA-Filmbestands auf DVD, Blu-ray und anderen Trägermedien, sowie für Fernsehen- und Video-on-Demand-Angebote. Seit 2023 übernimmt die neugegründete Gesellschaft DEFA-Distribution GmbH diese Aufgabe. DVD-Editionen erscheinen bei Absolut Medien sowie in den Editionen Filmjuwelen und Filmmuseum. 
Progress ist Auswerter des DEFA-Filmerbes im Bereich Klammerteilverwertung. Seit April 2019 wird auf der Recherche-Plattform progress.film das DEFA-Filmerbe sukzessiv für Sichtungszwecke international zugänglich und lizenzierbar gemacht.
Die DEFA Film Library an der University of Massachusetts Amherst ist das einzige Forschungszentrum außerhalb Deutschlands, das sich mit einem breiten Spektrum des DDR-Kinos auseinandersetzt. 
Die Friedrich-Wilhelm-Murnau-Stiftung ist als Schwester-Stiftung enger Partner der DEFA-Stiftung.